# Aartsbisdom Botucatu
Het aartsbisdom Botucatu (Latijn: Archidioecesis Botucatuensis; Portugees: Arquidiocese de Botucatu) is een in Brazilië gelegen rooms-katholiek aartsbisdom met zetel in de stad Botucatu in de staat São Paulo. De aartsbisschop van Botucatu is metropoliet van de kerkprovincie Botucatu waartoe ook de volgende suffragane bisdommen behoren:
- Bisdom Araçatuba
- Bisdom Assis
- Bisdom Bauru
- Bisdom Lins
- Bisdom Marília
- Bisdom Ourinhos
- Bisdom Presidente Prudente

## Geschiedenis
Het bisdom Botucatu werd opgericht door paus Pius X op 7 juni 1908 met de apostolische constitutie Dioecesium nimiam. Het gebied behoorde daarvoor toe aan het aartsbisdom São Paulo. Botucatu werd suffragaan aan de aartsbisschop van São Paulo. Op 4 juli 1924 werden delen van het bisdom afgestaan ten gunste van het nieuw opgerichte bisdom Sorocaba. Op 21 juni 1926 gebeurde dit nogmaals bij de oprichting van het bisdom Cafelândia en op 30 november voor het bisdom Assis.
Op 19 april 1958 werd het bisdom Botucatu door paus Pius XII met de apostolische constitutie Sacrorum antistitum tot aartsbisdom verheven. Op 15 februari 1964 werden delen van het gebied afgestaan voor de vorming van het Bisdom Bauru, op 2 maart 1968 voor het bisdom Itapeva en op 30 december 1998 voor de vorming van het bisdom Ourinhos.

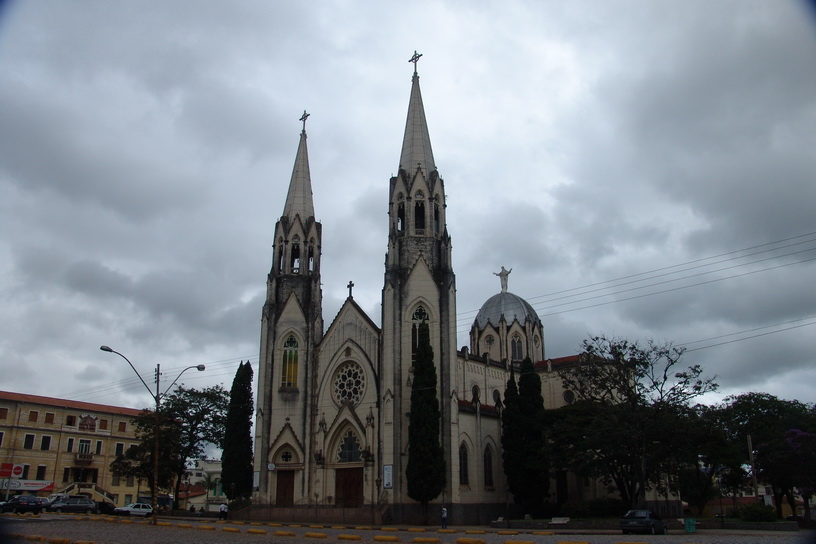
Kathedraal van Botucatu

## Bisschoppen van Aparecida

### Bisschoppen
- 1908–1923: Lúcio Antunes de Souza
- 1924–1937: Carlos Duarte Costa
- 1938–1946: Antonio Colturato OFMCap
- 1948–1958: Henrique Hector Golland Trindade OFM

### Aartsbisschoppen
- 1958–1968: Henrique Hector Golland Trindade OFM
- 1968–1989: Vicente Ângelo José Marchetti Zioni
- 1989–2000: Antônio Maria Mucciolo
- 2000–2008: Aloysio José Leal Penna SJ
- 2008-heden: Maurício Grotto de Camargo